# Хруцкий, Эдуард Анатольевич
Эдуа́рд Анато́льевич Хру́цкий (15 мая 1933, Москва — 2 июня 2010, Москва) — советский и русский писатель, кинодраматург, автор детективных произведений. Член Союза писателей СССР, член Союза кинематографистов СССР. Мастер спорта СССР по боксу. Заслуженный деятель искусств Российской Федерации (2003).

## Биография
Родился в семье военного разведчика. В 1950 году его отец застрелился — по утверждению самого Э.Хруцкого, его отец ожидал ареста.
Окончил Ленинградское военно-инженерное училище им. А. А. Жданова. Служил в Советской армии, во время службы в ГСВГ участвовал в подавлении венгерского восстания 1956 года.
После увольнения в запас (1957 г.) некоторое время работал слесарем на московском заводе электроприборов. Затем более двадцати лет работал в редакциях центральных газет и журналов, в том числе в газете «Московский комсомолец». 
Литературной деятельностью начал заниматься с конца 1960-х годов. Был автором-составителем ежегодных сборников «Поединок» (издательство «Молодая гвардия»), редактором военно-приключенческого приложения к журналу «Сельская молодёжь» — альманаха «Подвиг». Автор цикла «Четвёртый эшелон», включающего семь повестей («МЧК сообщает…», «Комендантский час», «Тревожный август», «Приступить к ликвидации», «Страх», «Четвёртый эшелон», «Сто первый километр») и рассказывающего о работе Отдела по борьбе с бандитизмом Московского уголовного розыска в годы Великой Отечественной войны (действие первой и последней повестей выходят за временные рамки Великой Отечественной; действие первой разворачивается в 1918 г., когда молодой Иван Данилов приходит на работу в ОББ ещё МЧК, а действие последней охватывает 1952—1953 годы), романов «Истина», «Осень в Сокольниках», «Полицейский», «Зло», «Бесшумная смерть» и др.
По сценариям Э. Хруцкого поставлены многие популярные художественные и телевизионные фильмы: «По данным уголовного розыска», «Приступить к ликвидации», «Последняя осень», «На углу, у Патриарших».
В 2012 году студией «Дед Мороз» и кинокомпанией «Квадрат» снят двадцатисерийный фильм «МУР» по произведениям Хруцкого.
В 2009 издательство «Терра» выпустило собрание сочинений Э. Хруцкого в 10 томах.
С середины 1970-х годов жил на улице Серафимовича, 2 в квартире, которую с 1940 по 1943 год занимал Василий Сталин.
Третьим браком был женат на дочери Ивана Серова Светлане (1939—2011).
Скончался 2 июня 2010 года в Центральной клинической больнице от инфаркта. Похоронен на Троекуровском кладбище.

## Награды
- Орден «За заслуги перед Отечеством» IV степени (25 января 2008 года) — за большой вклад в развитие отечественной литературы и киноискусства, многолетнюю творческую деятельность[3]
- Орден Красной Звезды
- Медали
- Заслуженный деятель искусств Российской Федерации (22 ноября 2003 года) — за заслуги в области искусства[4]
- Премия МВД СССР
- Премия МВД России
- Премия им. Н. И. Кузнецова

### Четвёртый эшелон (ОББ — Отдел борьбы с бандитизмом)
Цикл повестей о сотруднике московского отдела по борьбе с бандитизмом (ОББ) Иване Данилове. В скобках время действия повести.
- МЧК сообщает… (1918) (основной сюжет с некоторыми изменениями перенесен в заключительную часть романа «Полицейский» («Архив сыскной полиции»), в котором Данилов не действует).
- Комендантский час (1941). Послужил основой для сценария с 1 по 4 серию «МУР. Третий фронт»
- Тревожный август (1942), экранизирован под названием «По данным уголовного розыска» (1979). Основа сценария с 5 по 8 серию «МУР. Третий фронт»
- Приступить к ликвидации (1943). Основа сценария с 9 по 12 серию «МУР. Третий фронт»
- Страх (1944). Основа сценария с 13 по 16 серию «МУР. Третий фронт»
- Четвёртый эшелон (1945), экранизирован под названием «Приступить к ликвидации» (1983). Основа сценария с 17 по 20 серию «МУР. Третий фронт»
- Сто первый километр (1952—1953) 
Дополнение к циклу:
- В октябре сорок первого (рассказ; время действия — после событий повести «Комендантский час»; также с изменениями вошел в «Четвёртый эшелон»).
- Последний месяц лета (рассказ; сюжет перенесен в повесть «Четвёртый эшелон»; имена изменены, действие происходит сразу после войны).

### 108-е отделение милиции
- На углу, у Патриарших… (в соавторстве с Анатолием Степановым) (новеллизация первого сезона и 1-4 серий второго одноимённого сериала)
- Бесшумная смерть (экранизация — сериал «Время жестоких»)

### Романы, повести, рассказы и очерки
- Брат твой (Брат твой, Авель)
- Девушка из города башмачников
- Зло
- Истина
- Криминальная Москва
- Ночной закон
- Один шанс из ста
- Операция прикрытия
- Осень в Сокольниках
- Полицейский (Архив сыскной полиции)
- Проходные дворы
- Служебное расследование
- Тайны уставшего города
- Тени в переулке
- Тени кафе «Домино»
- Тугие канаты ринга
- Хроника Видлицкой коммуны
- Этот неистовый русский

### Сценарии
- 1979 — По данным уголовного розыска
- 1983 — Приступить к ликвидации
- 1990 — Последняя осень
- 1991 — Дом свиданий
- 1995 — На углу, у Патриарших
- 2001 — На углу, у Патриарших 2
- 2003 — На углу, у Патриарших 3
- 2004 — На углу, у Патриарших 4
- 2004 — Время жестоких
- 2012 — МУР. Третий фронт
- 2024 — Зло

## Фильмография
- 1990 — Футболист
- 1995 — На углу, у Патриарших
- 1996 — Бродвей моей юности (документальный)
- 2004 — Время жестоких